# La Monselie
La Monselie – miejscowość i gmina we Francji, w regionie Owernia-Rodan-Alpy, w departamencie Cantal.
Według danych na rok 1990 gminę zamieszkiwały 134 osoby, a gęstość zaludnienia wynosiła 14 osób/km² (wśród 1310 gmin Owernii La Monselie plasuje się na 710. miejscu pod względem liczby ludności, natomiast pod względem powierzchni na miejscu 825.).